# Vila Rica
Vila Rica är en kommun i Brasilien.   Den ligger i delstaten Mato Grosso, i den centrala delen av landet, 700 km nordväst om huvudstaden Brasília. Antalet invånare är 21 403.
Omgivningarna runt Vila Rica är huvudsakligen savann. Runt Vila Rica är det mycket glesbefolkat, med 2 invånare per kvadratkilometer.